# Kasturipura, Jagalur
Kasturipura là một làng thuộc tehsil Jagalur, huyện Davanagere, bang Karnataka, Ấn Độ.